# 唐灭高开道之战
唐平高开道之战，唐高祖武德六年（623年）二月至武德七年（624年）二月，唐朝平蔚州总管高开道之乱的战争。
高开道原是隋末农民战争中今河北西北部义军首领。高开道参加格谦起义军，因作战勇敢，提拔为将军。格谦被杀后，高开道收拢其余部，先后攻占北平（治新昌，今河北卢龙县）、渔阳（治渔阳，今天津蓟州区）二郡，众至万人，自号燕王。又袭击合并怀戎县高昙晟部众，复称燕王，建元，置百官。武德三年（620年）十月，高开道降唐，被封为蔚州总管、北平郡王，赐姓李氏。
武德四年（621年）七月，原河北义军首领刘黑闼起兵反唐，十月，高开道北连突厥，勾结刘黑闼，在渔阳响应。起兵反唐，再称燕王。唐武德五年（622年）三月，攻易州（治易县）不下，大掠而走，但是杀死易州刺史慕容孝干。又派遣其将谢稜向幽州总管李艺诈降请其出兵，李艺出兵接应，快到怀戎（今河北涿鹿县西南桑干河南岸）时，谢稜击败李艺军。刘黑闼失败后，高开道多次与突厥联兵多次侵扰河北，恒州（治真定县，今河北正定县）、定州（治安喜县，今河北定州市）、幽州（治蓟县，今北京城西南）、易州等州都受他的侵扰。九月，高开道军侵扰蠡州（治博野县，今河北蠡县）。
武德六年（623年）三月，攻掠文安（今河北文安县东北）、鲁城（今河北黄骅县西北）二县，被唐朝骠骑将军平善政击破。五月，高开道联合奚族骑兵进犯幽州，幽州长史王诜将其击败。七月，高开道军攻掠赤岸镇（今河北曲阳县西北）及灵寿（今河北灵寿县西北）、九门（今河北石家庄市藁城区西北）、行唐（今河北行唐县东北）三县。八月，高开道率奚族军队再次侵犯幽州，幽州兵将其击退。九月，高开道又引二万突厥骑兵进犯幽州。
武德七年（624年）二月，高开道部将张金树等叛变降唐，高开道被迫自杀。唐朝在其地设置妫州（治今河北涿鹿县西南）。